# Марковський Іван Іванович
Іван Іванович Марковський (нар. 3 квітня 1940, с. Вербівка, Вінницька область) — український політик, секретар Кіровоградської міської ради (з 24 березня 2014 до 25 жовтня 2015), в.о. міського голови Кропивницького.

## Біографія
У 1971 р. закінчив Київський торгово-економічний інститут, економіст.
Був головою фракції ВО «Батьківщина» у Кіровоградській міській раді.